# Aeroportul Cabo Rojo
Aeroportul Cabo Rojo (IATA: CBJ, ICAO: MDCR) este un aeroport din Pedernales⁠(d), Pedernales⁠(d), Republica Dominicană ce deservește zona Pedernales⁠(d).
Situat la o altitudine de 80 m, aeroportul dispune de o singură pistă.